# Új zsidó temető (Frankfurt am Main)
Az Új zsidó temető egy zsidó temetkezési hely Frankfurt am Mainban, amely szomszédos a frankfurti Központi temetővel. A temetőt 1928-ban nyitották meg, miután a korábban temetésre használt Régi zsidó temető betelt, és nem lehetett tovább bővíteni. A temetőt a frankfurti zsidó közösség ma is használja.

## Elhelyezkedése
A temető Frankfurt Eckenheim kerületében található, az Eckenheimer Landstraßétől keletre. A temetőt délről és keletről a Központi temető határolja, területe 54.532 négyzetméter. 1939-ben egy 165 méter hosszú falat építettek a Központi temető új kapujától az új temető területéig. A temető falát két – az 1938 novemberi kristályéjszaka során elpusztított – frankfurti zsinagóga köveiből építették. Ma egy emléktábla jelzi az építőanyag eredetét.

## Megközelítése
Az új temető főépületét Fritz Nathan, a frankfurti kormány építésze tervezte. A Neues Frankfurt (1925–1930) várostervezési program idején emelt vörösesbarna klinkertéglás épületet Neues Bauen stílusban tervezte. A temető bejárata fölött az alábbi idézet olvasható héberül:
Az Úr színe előtt járhatok az élők földjén.
A bejárati rész mögött nyíló kövezett udvart egy oszlopcsarnok határolja. A gyászcsarnok balra található.

## Története
Az új temető első tervei 1914-re nyúlnak vissza. Ekkor már látták, hogy a Régi zsidó temető hamarosan be fog telni, ezért megvásárolták egy területet az Új zsidó temető részére a Homburger Landstraße környékén. Véleménykülönbségek adódtak, s végül a temetőt az Eckenheimer Landstraßén, a Központi temetőnél alakították ki. Az első világháború miatt a helyszín megtervezése és kivitelezése háttérbe szorult, és építészeti pályázatot is csak 1921-ben hirdettek. A munkát végül Fritz Nathan városépítész irányította.

## Kialakítása
A temetőben körülbelül 8.000 elhunyt sírja található. A Rat-Beil-Straße-i régi temetővel ellentétben az új temető sokkal praktikusabb kialakítású. Alig található itt monumentális vagy díszes sír. Az új temető kialakítása tehát inkább hasonlít a hagyományos zsidó temetőkhöz, amelyek egyszerű építésűek voltak. Ez volt a frankfurti városi tanács akkori vezetőjének, Ernst May egyik kívánsága és alapgondolata is.
A sövényekkel elválasztott parcellák egy főtengellyel vannak összekötve, amely a kaputól egy nagy menóráig terjed. A főtengely mentén körülbelül 800 frankfurti zsidó sírja található, akik a deportálás helyett az öngyilkosságot választották.

## Nevezetes halottak
- Julius Blau (1861–1939) ügyvéd
- Jakub Fiszman (1956–1996) vállalkozó
- Henriette Fürth (1861–1938) szociológus és nőjogi aktivista
- Arno Lustiger (1924–2012) történész
- Franz Rosenzweig (1886–1929) történész és filozófus
- Sigmund Szobel (1908–1989) rabbi
- Stefanie Zweig (1932–2014) író

## Galéria

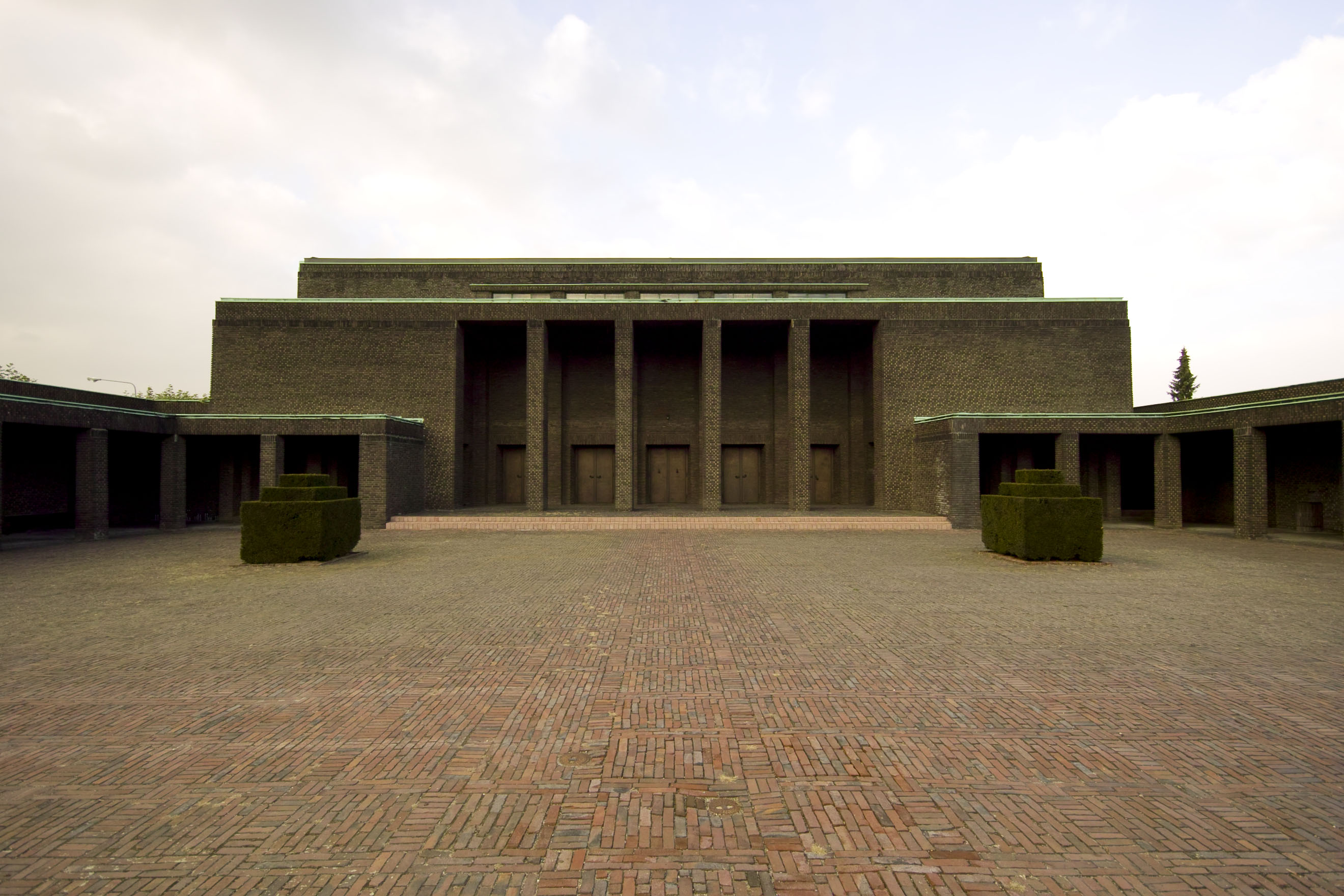
A halotti csarnok
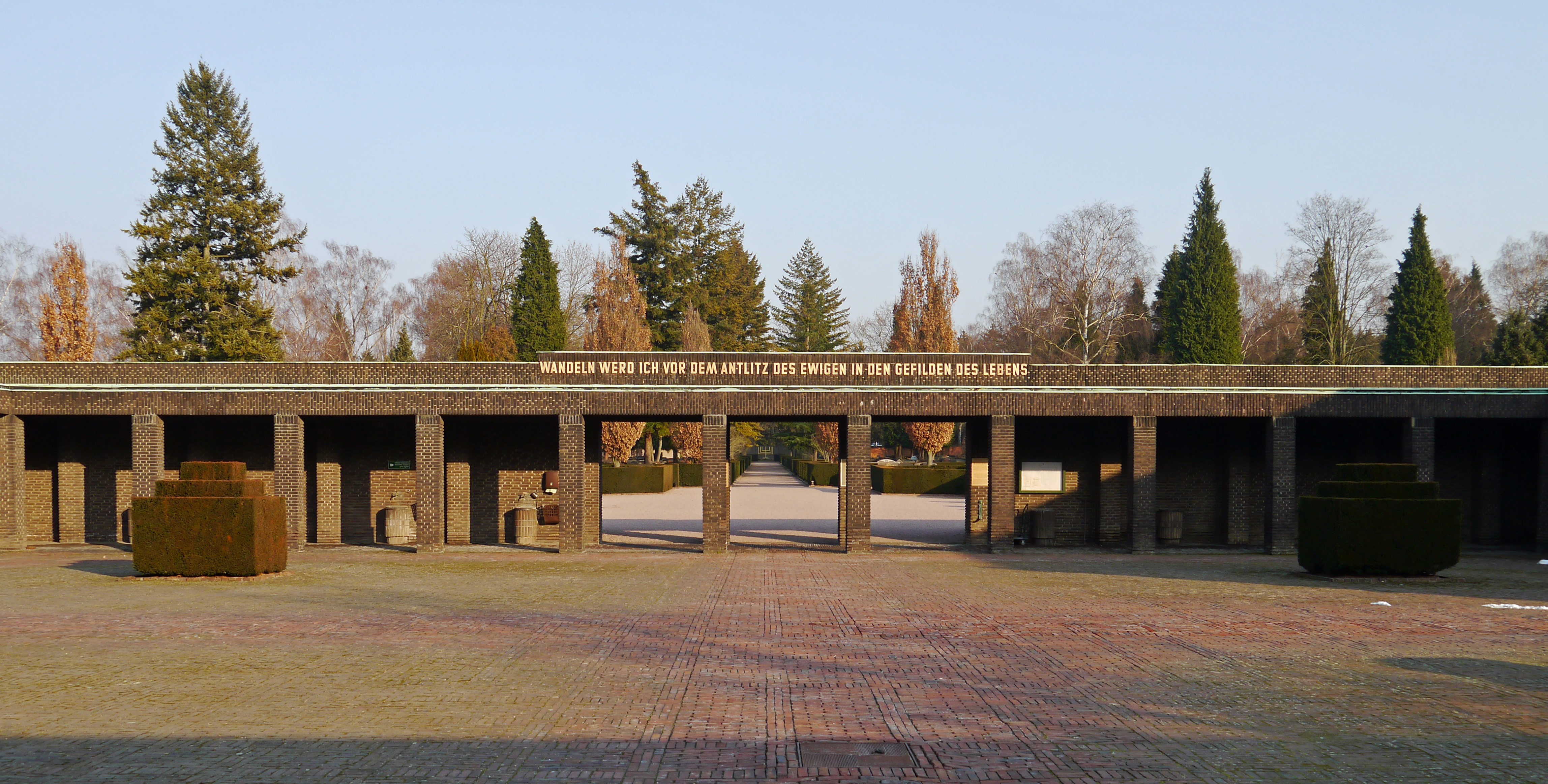
Belső kapuzat
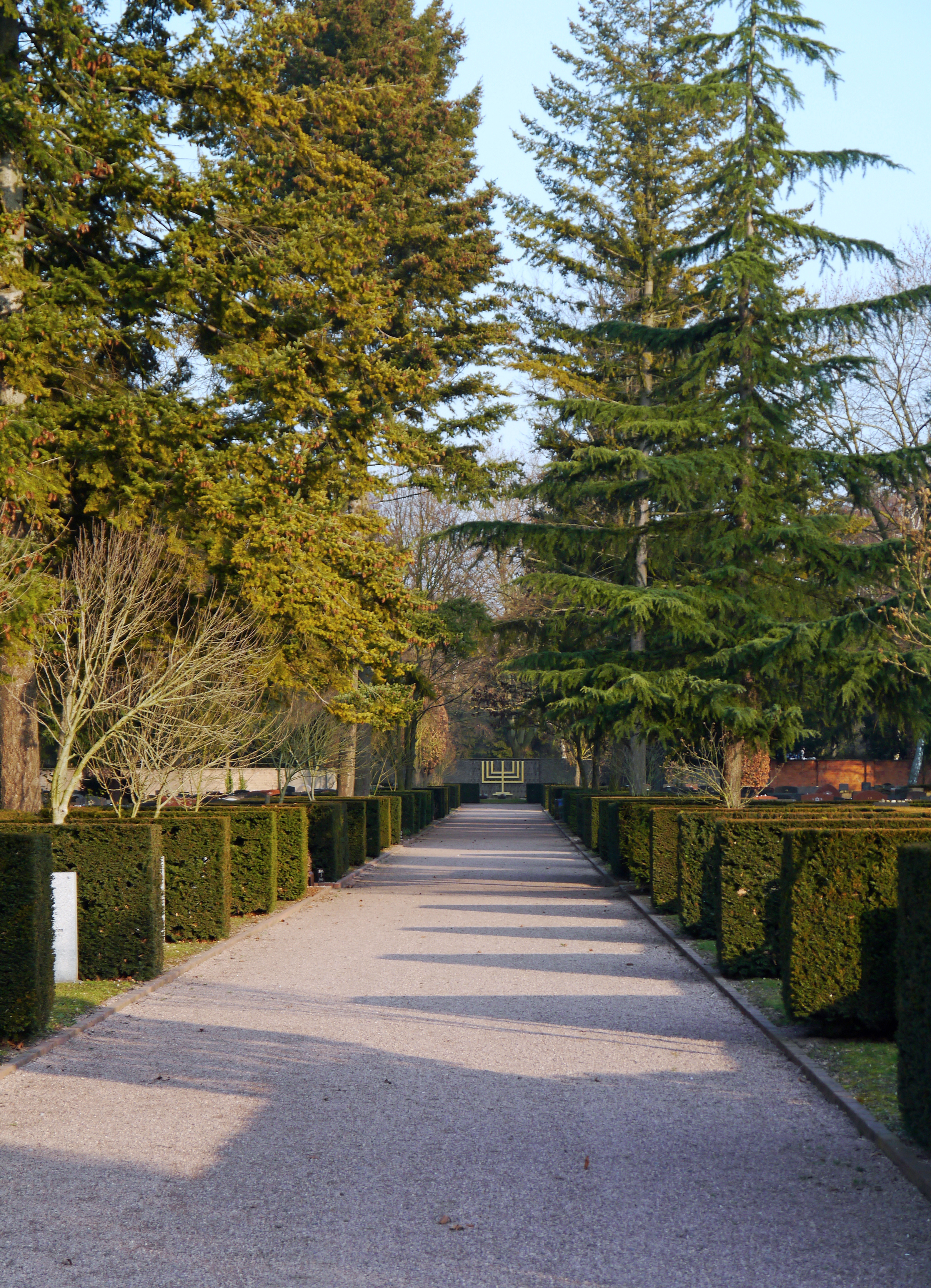
Fő út a temetőben
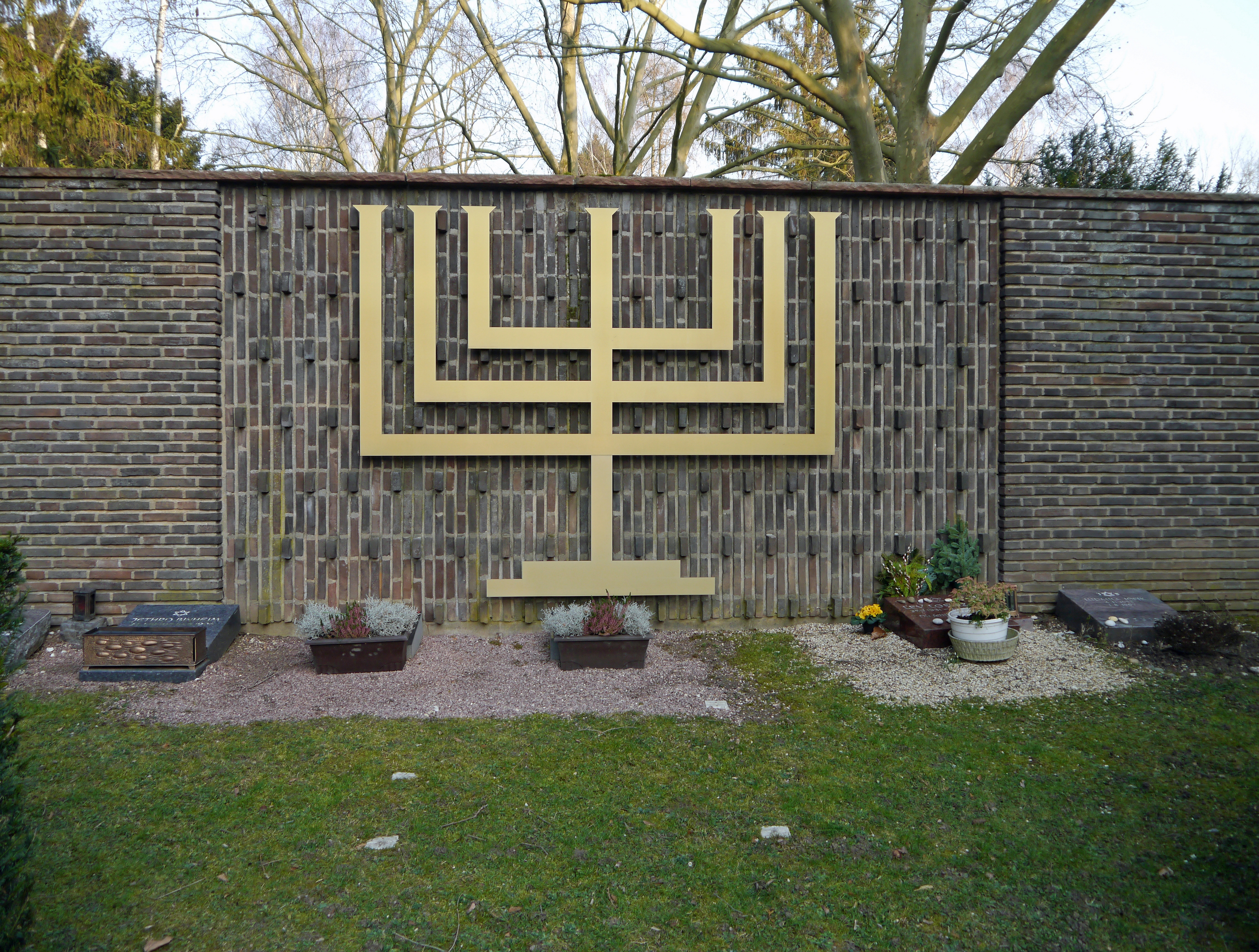
Menóra szobor
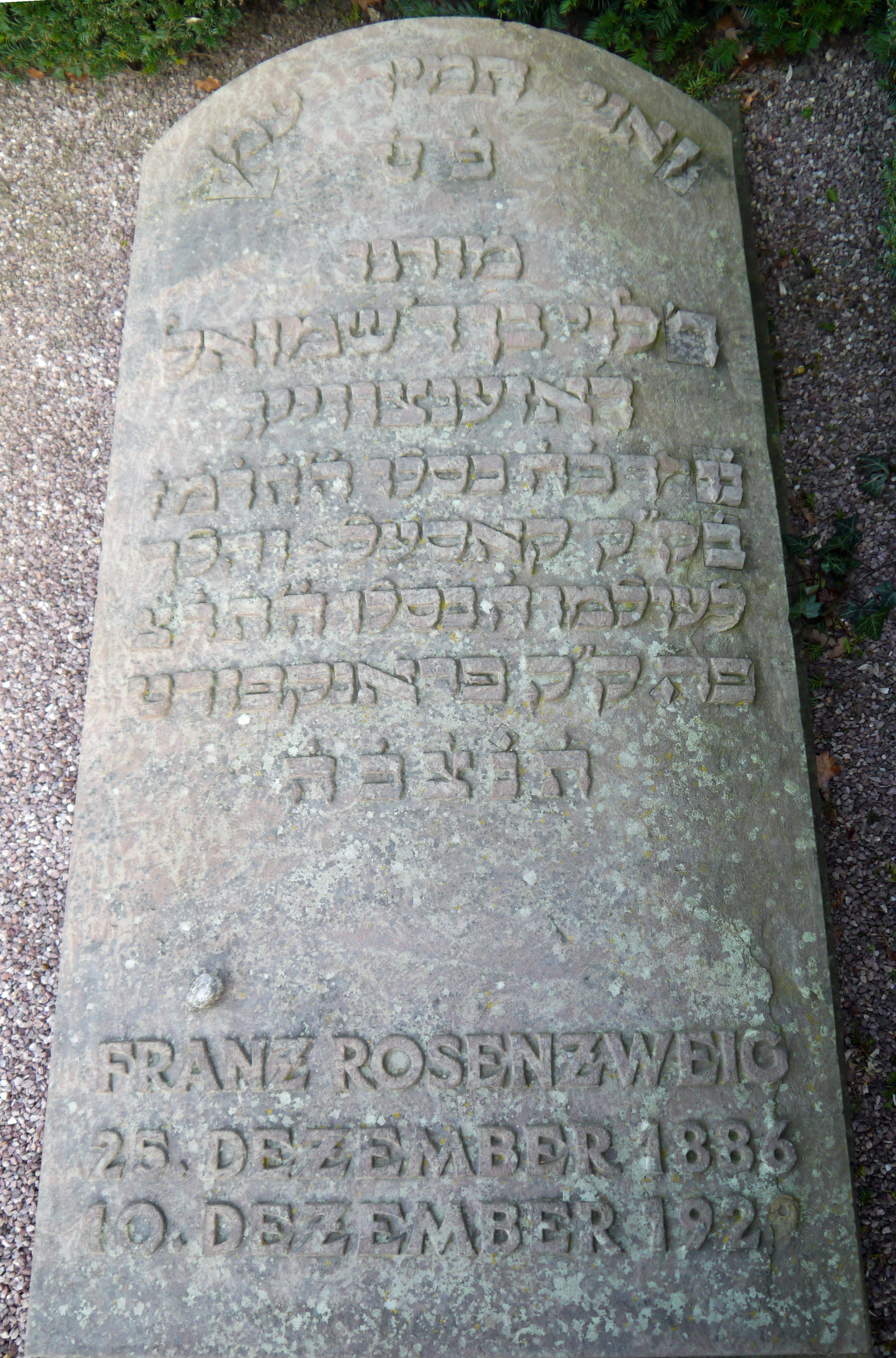
Franz Rosenzweig síremléke